# أمبر فان داي
أمبر فان داي هي مغنية وكاتبة أغاني إنجليزية، اشتهرت بعد تعاونها مع (DJ Hugel) لإنشاء أغنية تسمى "WTF".

## حياتها
ولدت ونشأت في برايتون وعندما بلغت 18 من العمر أنتقلت إلى لندن، لديها أخت واحدة تدعى أوليفيا، والداها هما ديفيد وماريا.